# Krig (kortspil)
 For alternative betydninger, se Krig (flertydig). (Se også artikler, som begynder med Krig)
Krig er et kortspil der kan spilles af 2 eller flere spillere.
Materialer: Et sæt spillekort (52 blade + eventuelt jokere, som får den højeste værdi)
Spilleregler til krig
Esset er højst, toer lavest. ( Jokere højest, hvis de er med)
Hver spiller får 26 kort, der placeres foran spilleren i én bunke med billedsiden nedad. Spillerne vender nu begge det øverste kort. Den, der har det højeste kort, vinder modstanderens kort.
Når spillerne vender kort af samme værdi, bliver der krig. Begge lægger nu yderligere 3 kort frem og der tredje afgør, hvem der vinder krigen. Vinderen tager alle de vendte kort fra modstanderen. På den måde kan man vinde esser, selvom man kun sidder med mindre kort. Hvis det tredje kort ved hver spiller har samme værdi igen, fortsætter krigen og der vendes yderligere 3 kort (6 i alt pr. spiller).
De kort som er vundet placeres med bagsiden opad i bunden af vinderens kortstak. Der fortsættes til én af spillerne har vundet alle modstanderens kort.
Man må ikke blande bunken efter man er færdig med en runde